# Condrostegins
Els condrostegins (Chondrosteginae) són una subfamília de lepidòpters ditrisis de la família dels lasiocàmpids (Lasiocampidae).

## Taxonomia
La subfamília Chondrosteginae inclou dos gèneres:
- Chondrostega Lederer, 1857
- Chondrostegoides Aurivilius, 1905